# Siemczyno
Siemczyno (deutsch Heinrichsdorf) ist ein Dorf in der polnischen Woiwodschaft Westpommern. Es gehört zur Gmina Czaplinek (Stadt- und Landgemeinde Tempelburg) im Powiat Drawski (Dramburger Kreis).

## Geographische Lage
Das Dorf liegt in Hinterpommern, in der Hügel- und Seen-Landschaft Pommersche Schweiz, auf einer Landenge zwischen dem Völzkow-See (poln. Jezioro Wilczkowo) im Westen und einem Ausläufer des Dratzig-Sees (Jezioro Drawsko) im Osten, etwa zehn Kilometer ostnordöstlich der Stadt Falkenburg (Złocieniec), 45  Kilometer westsüdwestlich von Neustettin (Szczecinek), 65 Kilometer südöstlich von Köslin (Koszalin) und 185 Kilometer ostnordöstlich von Stettin.

## Geschichte
Das Dorf lag im Mittelalter in einem zwischen Pommern, Polen und Brandenburg umstrittenen Grenzgebiet, das bis zum Anfang des 15. Jahrhunderts dem Johanniter-Orden gehörte und dessen größter Teil 1438 als Starostei Draheim an Polen kam. Heinrichsdorf war neben dem etwa elf Kilometer weiter nördlich liegenden Neu Wuhrow die einzige ländliche Altsiedlung dieses Gebiets, die bereits zum Ende der Johanniterherrschaft genannt wird. Ferner tauchte das Dorf als Heinersdorff in einer angeblich aus dem Jahre 1251 stammenden Urkunde auf, die aber als Fälschung des Johanniterordens aus der Zeit um 1500 erkannt ist. Der Dorfkrug soll aus dem Jahre 1400 stammen.
Heinrichsdorf war zwischen der Starostei und der Adelsfamilie von der Goltz geteilt:
In den Einnahmeverzeichnissen („Lustrationen“) der Starostei Draheim aus den Jahren 1565 und 1628/1632 wird Heinrichsdorf genannt. Danach unterstanden dem Starosten in dem Dorf jeweils neun Bauern, deren Abgaben im Einzelnen aufgeführt sind. Die Starostei Draheim kam 1668 unter die Pfandherrschaft Brandenburg-Preußens, mit der Ersten Teilung Polens 1772 dann endgültig an Preußen. Ludwig Wilhelm Brüggemanns Ausführliche Beschreibung des gegenwärtigen Zustandes des Königl. Preußischen Herzogtums Vor- und Hinterpommern von 1784 nennt für den königlichen Anteil von Heinrichsdorf, der zu den „Starostendörfern“ des Amtes Draheim zählte, zwölf Haushaltungen („Feuerstellen“), nämlich einen Freischulzen, einen Freikrüger und zehn Halbbauern.
Die Familie von der Goltz, der der andere Teil von Heinrichsdorf gehörte, hatte hier auf ihrem Rittergut ab 1554 einen ihrer Hauptsitze. Bis 1772 bildete ihre Herrschaft Warlang-Heinrichsdorf eine kleine zu Polen gehörende Exklave zwischen der Neumark im Westen und der Starostei Draheim im Osten. Auf einer 1711 für Brandenburg-Preußen aufgenommenen Karte der Starostei Draheim ist Heinrichsdorf demgemäß als „Pohlnisches Territorium“ gezeigt. Ab 1772 gehörte dieser Teil Heinrichsdorfs zum Kreis Deutsch-Krone in Westpreußen.
1816 wurde Heinrichsdorf insgesamt in den Kreis Neustettin der preußischen Provinz Pommern eingegliedert.
1796 wurde das Rittergut Heinrichsdorf an Heinrich August von Arnim verkauft, in dessen Familie es bis 1895 blieb. In den 1890er Jahren wurde eine Fläche von 952 Hektar abgeteilt, auf der 20 Rentengüter geschaffen wurden.  Auf dem Terrain des Ritterguts wurde hier  am 14. Oktober 1911 die neue Landgemeinde Ravensberg gebildet.  Das restliche Rittergut wurde, nach verschiedenen kurzzeitigen Eigentümern, 1907 durch Hartwig Freiherr von Bredow erworben, der 1927 verstarb. Seine Frau Mascha führte den Gutsbetrieb weiter und musste Anfang März 1945 vor der anrückenden Roten Armee fliehen.
Die Gemarkung Heinrichsdorf hatte Anfang der 1930er Jahre  eine Flächengröße von 21,2 km², und auf ihr standen insgesamt 68 bewohnte Wohnhäuser an vier verschiedenen Wohnorten:
- Bergten
- Forsthaus Polenheide
- Heinrichsdorf
- Heinrichsdorfer Ziegelei

Am 1. April 1927 betrug die Flächengröße des Guts Heinrichsdorf 958 Hektar, und am 16. Juni 1925 wurden in diesem Gutsbezirk 244 Einwohner gezählt.
Um 1933 gab es in Heinrichsdorf einen Gasthof, eine Niederlassung der Spar- und Darlehnskasse, zwei Gemischtwaren-Geschäfte, eine Mühle, eine Molkerei sowie verschiedene Handwerksbetriebe.
Bis 1945 bildete Heinrichsdorf eine Landgemeinde im Landkreis Neustettin in der preußischen Provinz Pommern des Deutschen Reichs. Heinrichsdorf war Sitz des Amtsbezirks Heinrichsdorf.
Gegen Ende des Zweiten Weltkriegs besetzte im Frühjahr 1945 die Rote Armee die Region. Nach Beendigung der Kampfhandlungen wurde Heinrichsdorf zusammen mit Hinterpommern seitens der sowjetischen Besatzungsmacht der Volksrepublik Polen zur Verwaltung überlassen. Von der polnischen Behörde wurde das Dorf nun unter der Ortsbezeichnung  „Siemczyno“ verwaltet. In der Folgezeit wurde die einheimische Bevölkerung von der polnischen Administration aus dem Kreisgebiet vertrieben. Der Ort wurde mit Polen besiedelt.
Die Ortschaft ist heute als Schulzenamt Teil der Gmina Czaplinek (Stadt- und Landgemeinde Tempelburg) im Powiat Drawski (Dramburger Kreis) der polnischen Woiwodschaft Westpommern. In Siemczyno leben heute 430 Menschen.

### Demographie
| Jahr | Einwohner | Anmerkungen |
| ---- | --------- | --- |
| 1783 | –         | Ortschaft in zwei Anteilen, beidseitig der westpreußisch-pommerschen Grenze, mit insgesamt 52 Feuerstellen (Haushaltungen): a) königlicher Anteil in Pommern mit zwölf Feuerstellen; b) adliges Dorf und Vorwerk an der neumärkischen Grenze nebst einer Windmühle, auch einer evangelischen Kirche, Mutterkirche von Blumenwerder und Reppow, dem Baron von der Goltz gehörig, 40 Feuerstellen, im Netzedistrikt, Westpreußen |
| 1818 | 334       | Ortschaft in zwei Anteilen (kreisübergreifend): a) königliches Dorf und Forsthaus, Kreis Neustettin, mit 84 bzw. fünf Einwohnern; b) adliges Kirchdorf, Kreis Dramburg, mit 245 Einwohnern. |
| 1852 | 854       | Dorf |
| 1864 | 911       | am 3. Dezember, davon 179 im Gemeindebezirk und 732 im Gutsbezirk |
| 1867 | 892       | am 3. Dezember, davon 352 im Gemeindebezirk und 540 im Gutsbezirk |
| 1871 | 965       | am 1. Dezember, davon 373 im Gemeindebezirk (372 Evangelische, eine katholische Person) und 592 im Gutsbezirk (581 Evangelische, sechs Katholiken und fünf Juden) |
| 1875 | 663       | davon 194 im adligen Dorf, 282 auf dem Rittergut und 187 im königlichen Dorf |
| 1885 | 776       | am 1. Dezember, davon 331 im Gemeindebezirk (sämtlich Evangelische) und 445 im Gutsbezirk (444 Evangelische, eine katholische Person) |
| 1910 | 892       | am 1. Dezember, davon 284 im Gemeindebezirk und 608 im Gutsbezirk |
| 1912 | ca. 550   | nach Neubildung der Gemeinde Ravensberg aus Teilen des Gutsbezirks Heinrichsdorf am 14. Oktober 1911, davon 284 im Gemeindebezirk und ca. 250 im Rest-Gutsbezirk |
| 1925 | 606       | darunter 593 Evangelische und zwei Katholiken |
| 1933 | 534       | [ 20 ] |
| 1939 | 577       | [ 20 ] |

## Schloss

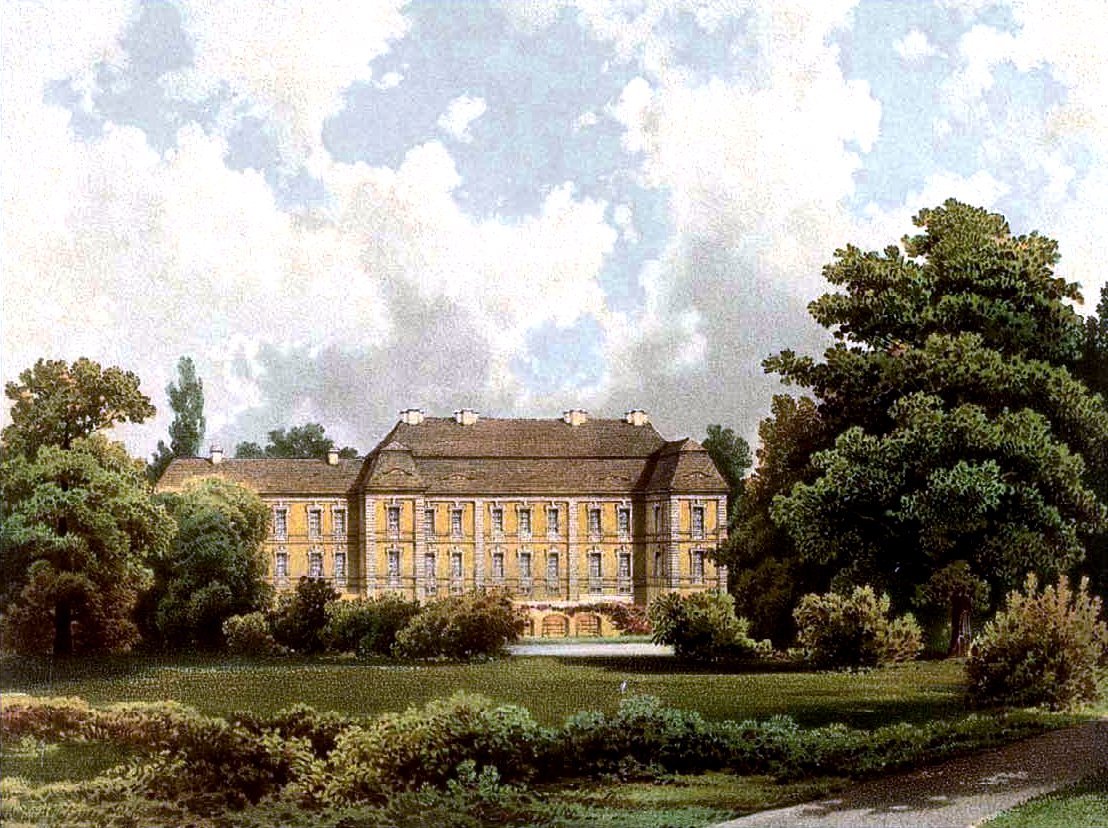
Schloss Heinrichsdorf um 1860, Sammlung Alexander Duncker

Das Heinrichsdorfer Schloss wurde von 1723 bis 1728 durch Henning Bernd von der Goltz († 1734) im Barockstil an der Stelle eines wenig repräsentativen Vorgängerbaus errichtet. 1796 wurde es durch Heinrich August von Arnim um einen Flügel erweitert.
Im und nach dem Zweiten Weltkrieg wurde das Schloss nicht zerstört, aber die Eigentümer nach 1945 entschädigungslos enteignet.
Bis Ende der 1980er Jahre diente das Schloss als polnische Dorfschule. Ende der 1990er Jahre wurde das Schloss durch Angehörige der polnischen Unternehmerfamilie Andziak aus Kołobrzeg (Kolberg) erworben. Erste Sanierungsmaßnahmen am Gebäude und an den Parkanlagen wurden vorgenommen. Im Untergeschoss richteten die neuen Eigentümer eine historische Ausstellung ein. Ihr Ziel ist die Wiederbelebung des Anwesens als ein gesellschaftliches und touristisches Zentrum in Hinterpommern. In den ehemaligen Stallungen gegenüber dem Schloss wurde 2009 ein Hotel mit ca. 80 Betten eingerichtet.

## Kirche

### Kirchengebäude

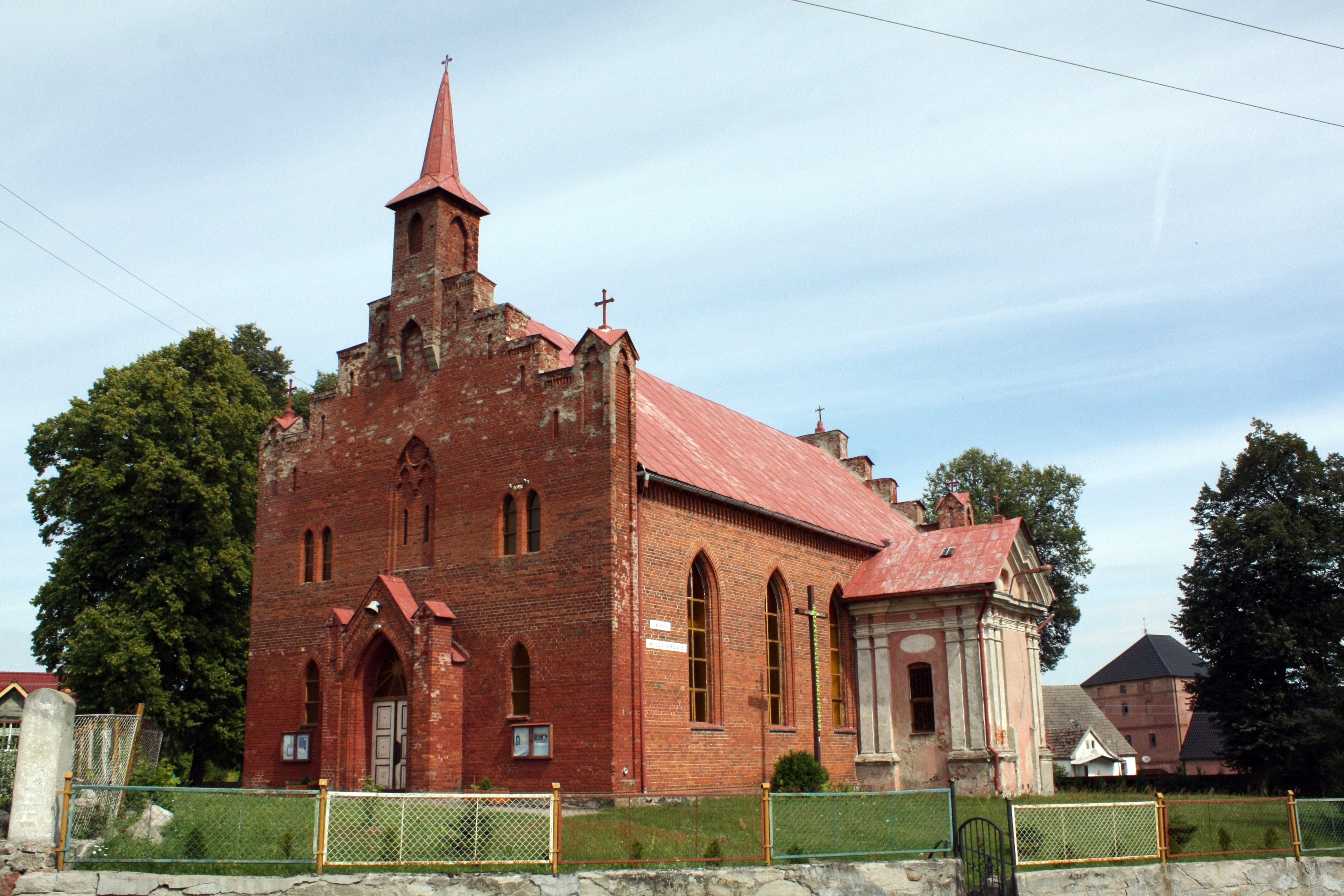
Dorfkirche (Aufnahme von 2013)

Im Jahre 1560, also nach der Reformation, wurde in Heinrichsdorf eine Kirche errichtet. An die Kirche angebaut ist ein 1699 errichtetes Mausoleum der Familie von der Goltz.

### Kirchengemeinde
Die fast ausnahmslos von Evangelischen bewohnte Kirchengemeinden Heinrichsdorf mit den Filialkirchen in Reppow und Blumenwerder gehörte ursprünglich zur evangelischen Kirche im Königreich Polen. Sie bildete gemeinsam mit fünf anderen Kirchengemeinden den Goltzer Kreis in der Synode Großpolen und stand unter dem großpolnischen Konsistorium in Fraustadt. Nach der Inbesitznahme des Netzedistrikts durch Preußen im Jahre 1772 wurde an Stelle des Goltzer Kreises eine Superintendentur mit einem größeren Bezirk gebildet.
Per Kabinettsorder vom 11. Juli 1816 wurde die Kirchengemeinde Heinrichsdorf nach Pommern umgelegt. Vor 1945 war sie in den Kirchenkreis Tempelburg im Ostsprengel der Kirchenprovinz Pommern der Kirche der Altpreußischen Union eingegliedert. Das Kirchenpatronat hatten die Besitzer von Heinrichsdorf, Reppow und Blumenwerder inne. Im Jahre 1941 zählte der Pfarrsprengel Heinrichsdorf 904 Gemeindemitglieder, von denen 625 zum Pfarrdorf gehörten.
Seit 1945 lebt eine überwiegend katholische Bevölkerung in Siemczyno. Der Ort ist wieder Pfarrsitz und gehört mit seinen Filialkirche Rzepowo und Piaseczno jetzt zum Dekanat Barwice (Bärwalde) im Bistum Köslin-Kolberg der Katholischen Kirche in Polen. Hier lebende evangelische Kirchenglieder gehören jetzt zum Pfarrsprengel Koszalin (Köslin) mit der Filialgemeinde in Szczecinek (Neustettin) innerhalb der Diözese Pommern-Großpolen der Evangelisch-Augsburgischen Kirche in Polen.

### Pfarrer
Folgende Geistliche amtierten bis 1945 in Heinrichsdorf:
| - Friedrich Schmieden, um 1560 - Johannes Grützmacher, um 1593 - Johann Krüger, 1657–1700 - Friedrich Scheffler (Schettler), 1700–1733 - Johann Friedrich Kalisch, 1734–1754 - Balthasar Samuel Beuthner, 1755–1766 - Ephraim Bartholomäi, 1766–1810 - Gottlob Daniel Schink - Dr. August Wilhelm Zechlin, 1819–1825 - Karl Friedrich Violet, 1825–1845 | - Rudolf Vollrat August Ideler, 1845–1861 - Friedrich Wilhelm Lüpke, 1861–1868 - Ferdinand Friedrich Albert Polykarb Reinhardt, 1866–1881 - Julius Wilhelm Karl Hilbert, 1882–1885 - Johannes Winter, 1886–1894 - Karl August Kock, 1894–1902 - Gustav Benjamin Gottlieb Goldmann, 1904–1918 - Fritz Bahr, 1918–1931 - Martin Wenzel, 1931–1945 |

Bemerkenswert ist eine Bestimmung in der Berufungsurkunde des Pastors Ephraim Bartholomäi von 1766: Danach sollte der sonntägliche Gottesdienst um 10 Uhr beginnen „und umb 12 Uhr, ohne Ausnahme und sonder Ausrede aus seyn“. Letzter evangelischer Pastor war Martin Wenzel, der nach der Vertreibung Pastor in Kemnitz (bei Greifswald) wurde.

## Naturdenkmäler
- Am Völzkowsee bei Heinrichsdorf befand sich ein neun Meter hoher Wacholder, der vor 1945 in die Liste der Naturdenkmäler eingetragen war.[25]

## Verkehr
Durch das Dorf führt die Landesstraße 20 von Złocieniec (Falkenburg) im Westen nach Czaplinek (Tempelburg) im Osten. Die Straße ist ein Teilstück der ehemaligen deutschen Reichsstraße 158. Etwa drei Kilometer im Norden liegt das Dorf Piaseczno (Blumenwerder).
Bis 1945 bestand eine Bahnstation „Heinrichsdorf (Pom.)“ an der Reichsbahnstrecke von Konitz in Westpreußen nach Ruhnow in Pommern, die aber südlich des Ortes außerhalb des Gemeindegebiets lag. Die Station trägt heute den Namen „Żelisławie Pomorskie“ (Wilhelmshof) an der Bahnstrecke Chojnice–Runowo Pomorskie der Polnischen Staatsbahn.

## Persönlichkeiten: Söhne und Töchter des Ortes
- Karl Christoph von der Goltz (1707–1761), preußischer Generalleutnant
- Balthasar Friedrich von der Goltz (1708–1757), preußischer Oberst
- Henning Bernd von der Goltz (1718–1757), preußischer Major und Ritter des Ordens Pour le Mérite
- Wilhelm Bernhard von der Goltz (1736–1795), preußischer Offizier und Diplomat
- Karl Franz von der Goltz (1740–1804), preußischer Generalleutnant, geheimer Staats- und Kriegsminister und Chef des Militärdepartements
- Heinrich Leonhard von Arnim-Heinrichsdorf (1801–1875), Rittergutsbesitzer und Mitglied des Deutschen Reichstags
- Wilfried von Bredow (* 1944), deutscher Politikwissenschaftler und Militärsoziologe

## Belege
1. 1 2  Ernst Bahr: Die Starostei Draheim zwischen 1565 und 1632. In: Baltische Studien. Band 57 N.F., 1971, ISSN 0067-3099, S. 33.
2. ↑  Klaus Conrad (Bearb.): Pommersches Urkundenbuch. Band 1. 2. Auflage. Böhlau Verlag, Köln und Wien 1970, Nr. 544.
3. ↑  Ludwig Wilhelm Brüggemann: Ausführliche Beschreibung des gegenwärtigen Zustandes des Königl. Preußischen Herzogtums Vor- und Hinterpommern. Teil II, Band 2, Stettin 1784, S. 731, Nr. 9.
4. ↑  Übersichtskarte bei: Haik Thomas Porada, Michael Lissok: Die frühere Starostei Draheim und die Stadt Tempelburg. In: Pommern. Zeitschrift für Kultur und Geschichte. Heft 2/2002, ISSN 0032-4167, S. 2.
5. ↑  Die Karte ist abgebildet bei: Haik Thomas Porada, Michael Lissok: Die frühere Starostei Draheim und die Stadt Tempelburg. In: Pommern. Zeitschrift für Kultur und Geschichte. Heft 2/2002, ISSN 0032-4167, S. 9.
6. ↑  Franz Stelter (Bearb.): Der Kreis Neustettin. Holzner Verlag, Würzburg 1972, S. 354.
7. 1 2 3  Landkreis Neustettin -  gemeindeverzeichnis.de (U. Schubert, 2021)
8. 1 2  Die Gemeinde Reppow im ehemaligen Kreis Neustettin in Pommern (Gunthard Stübs und die Pommersche Forschungsgemeinschaft, 2011).
9. ↑  Kurt Albrecht: Die preußischen Gutsbezirke, in: Zeitschrift des Preussischen Statistischen  Landesamts, 67. Jahrgang, Berlin 1927, S. 344–477, insbesondere S. 399 (Google Books).
10. ↑  Klockhaus' Kaufmännisches Handels- u. Gewerbe-Adressbuch des Deutschen Reichs, Band 1 A, Berlin 1935, S. 1036 (Google Books).
11. ↑  Ludwig Wilhelm Brüggemann: Ausführliche Beschreibung des gegenwärtigen Zustandes des Königl. Preußischen Herzogthums Vor- und Hinter-Pommern. Teil II, Band 2, Stettin 1784, S. 731, Ziffer 9 (Google Books).
12. ↑  Johann Friedrich Goldbeck: Volständige Topographie des Königreichs Preussen. Zweiter Theil welcher die Topographie von West-Preussen enthält. Anhang (mit neu beginnender Seitenzählung): Volständige Topographie vom West-Preußischen Cammer-Departement, Marienwerder 1789, S. 79 (Google Books).
13. ↑  Alexander August Mützell und Leopold Krug: Neues topographisch-statistisch-geographisches Wörterbuch des preussischen Staats. Band 2: G–Ko, Halle 1821, S. 161, Ziffer 1932–1934 (Google Books).
14. ↑  Topographisch-statistisches Handbuch des Preußischen Staats (Kraatz, Hrsg.), Berlin 1856, S. 507 (Google Books).
15. ↑  Preußisches Finanzministerium: Die Ergebnisse der Grund- und Gebäudesteuerveranlagung im Regierungsbezirk Köslin (6. Kreis Neustettin). Berlin 1866, S. 10–17, Ziffer 99–100 (Google Books), und S. 18–25, Ziffer 101 (Google Books).
16. 1 2  Königliches statistisches Bureau (Hrsg.): Die Gemeinden und Gutsbezirke der Provinz Pommern und ihre Bevölkerung. Nach den Urmaterialien der allgemeinen Volkszählung vom 1. December 1871 bearbeitet und zusammengestellt. Berlin 1874, S. 96–97, Ziffer 47–48 (Google Books), und S. 102–103, Ziffer 177 (Google Books).
17. ↑  Oskar Brunkow: Die Wohnplätze des Deutschen Reiches, Teil I: Königreich Preussen, Band 2, Zweite Auflage,  Berlin 1885, S. 468–469, Ziffer 38, 40  und 44 (Google Books).
18. ↑  Königliches statistisches Bureau (Hrsg.): Gemeindelexikon für das Königreich Preußen. Aufgrund der Materialien der Volkszählung vom 1. Dezember 1885 und anderer Quellen. Band IV: Provinz Pommern, Berlin 1888, S. 106–107, Ziffer 45–46 (Google Books), und S. 114–115, Ziffer 177 (Google Books).
19. ↑  Heinrichsdorf, Dorf, Kreis Neustettin, Provinz Pommern, in: Meyers Gazetteer, mit Eintrag aus Meyers Orts- und Verkehrslexikon, Ausgabe 1912, sowie einer historischen Landkarte der Umgebung von Heinrichsdorf (meyersgaz.org).
20. 1 2 3  Michael Rademacher: Neustettin. Online-Material zur Dissertation, Osnabrück 2006. In: eirenicon.com.
21. ↑  Haik Thomas Porada, Michael Lissok: Die frühere Starostei Draheim und die Stadt Tempelburg. In: Pommern. Zeitschrift für Kultur und Geschichte. Heft 2/2002, ISSN 0032-4167, S. 8 (mit Abbildung).
22. ↑  Friedrich Wilhelm Ferdinand Schmitt: Geschichte des Deutsch-Croner Kreises. Thorn 1867, S. 183–184. (Online)
23. ↑  Ernst Müller: Die Evangelischen Geistlichen Pommerns von der Reformation bis zur Gegenwart. Teil 2. Stettin 1912.
24. 1 2 3  Wilhelm Rohde: Aus der Geschichte evangelischer Kirchengemeinden. In: Franz Stelter (Bearb.): Der Kreis Neustettin. Holzner Verlag, Würzburg 1972, S. 189–241.
25. ↑  Heinrich Rogge: Naturdenkmäler und Bodenschätze. In: Franz Stelter (Bearb.): Der Kreis Neustettin. Holzner Verlag, Würzburg 1972, S. 13–16.